# نيكولاس بيترز
نيكولاس بيترز (21 فبراير 1968 - 20 مايو 2019) (بالإنجليزية: Nicholas Peters)‏ هو لاعب كريكت بريطاني.

## وصلات خارجية
- نيكولاس بيترز على موقع إي آس بي آن كريك إنفو (الإنجليزية)